# Lemchaheb
Lemchaheb est un groupe musical marocain, fondée en 1972 à Casablanca, connu pour composer des textes dénonçant les excès du régime politique marocain, le sens de la provocation.
Lemchaheb a pour particularité d'introduire des instruments électriques modernes et son goût prononcé pour les musiques occidentales
Riche d'influences musicales diamétralement opposées comme  la musique berbère, la musique gnaoua et mis au diapason du rock et musique  moderne, Lemchaheb est reconnu pour avoir participé au renouveau de la musique marocaine des années 1970 jusqu'aux années 1980, date à laquelle le groupe disparaît de la scène.
Ils sont devenues populaires au Maroc grâce à des chansons comme Daouini, Palestine et Ya Chraa.
Après la mort du Mohamed Sousdi en 2012, la formation est actuellement dirigée par Mohamed Hamadi.

## Membres du groupe
- Mohamed El Bakhti: président de formation
- Moulay Chérif Lamrani : mandoline, 1972-2004
- Saida Beirouk : voix, 1972-
- les frères El Bahiri : voix, 1972-
- Mohamed Batma : parolier, compositeur, 1974-2001
- Mohamed Sousdi : parolier,compositeur, 1975-2012
- M'Barek Chadili : parolier, compositeur, 1975-2020
- Hamadi Mohamed : 1976-
- Abderrahmane Naktane : Mandoliniste, guitariste, 2011-2013

## Albums publiés
- Amana (1973)
- Daouini (1974)
- El Arab (1978)
- Ya Chraa (1980)
- El Medioum (1981)
- Sahara Electric (1983) (avec Dissidenten)
- Youm Kounti Maaya (1990)
- Lbhar (1996)
- Allah Akbar Aasifa (2000)
- Chabah al-Qiyama (2001)
- Jadid Lemchaheb (2011)